# Nguyễn Văn Tý
Nguyễn Văn Tý (5 tháng 3 năm 1924 - 26 tháng 12 năm 2019) là một nhạc sĩ người Việt Nam. Ông có nhiều sáng tác từ dòng nhạc tiền chiến như Dư âm đến những ca khúc nhạc đỏ như Dáng đứng Bến Tre, Mẹ yêu con, Người đi xây hồ Kẻ Gỗ.

## Tiểu sử và sự nghiệp
Nguyễn Văn Tý sinh ngày 5 tháng 3 năm 1925
Từ năm 1944, ông đi hát trong phòng trà ở Vinh kiếm sống. Năm 1945, Nguyễn Văn Tý tham gia phong trào Việt Minh, sáng lập và xây dựng đoàn kịch thơ, kịch nói của Thanh niên Cứu quốc Nghệ An. Năm 1946, ông kết hôn với bà Mai Thị Cúc. Bà qua đời khi con gái đầu lòng của 2 người mới 3 tháng tuổi.
Theo lời của Nguyễn Văn Tý, ông bắt đầu sáng tác vào năm 1947 khi là Trưởng phòng Thông tin tuyên truyền huyện Thanh Chương, nhưng ông coi tác phẩm đầu tay của mình là bài Ai xây chiến lũy được viết 1949.
Năm 1948, Nguyễn Văn Tý ở đoàn văn hóa tiền tuyến thuộc Quân huấn cục. Sau đó, từ năm 1950, ông nhận nhiệm vụ đi xây dựng Đoàn Văn công của Sư đoàn 304 và làm trưởng đoàn. Bản Dư âm nổi tiếng được ông sáng tác khoảng 1950 sau một lần về chơi nhà bạn ở Quỳnh Lưu, Nghệ An, Dư âm viết về cô em gái của người bạn đó. Cũng vì bản nhạc này ông bị đơn vị đưa ra kiểm điểm vì đã sáng tác một bài hát quá ủy mị, không hợp với thời kỳ đó. Tuy nhiên, bài hát Dư âm sau này lại rất nổi tiếng và được hát nhiều tại Việt Nam Cộng hòa. Ngoài ra ông còn sáng tác bài Mùa hoa nở, Pha màu luống cày... 

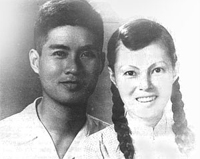
Nguyễn Văn Tý và bà Bạch Lệ, năm 1952

Đến 1951, Nguyễn Văn Tý giải ngũ và chuyển về công tác ở Chi hội Văn nghệ Liên khu IV. Năm 1952, ông quen biết với bà Nguyễn Thị Bạch Lệ, em gái nhạc sĩ Nguyễn Văn Thương và sau đó 2 người thành hôn. Thời gian này ông sáng tác những bài như Vượt trùng dương (1952), Tiếng hát Dôi-a (1953) và đặc biệt là ca khúc nổi tiếng Mẹ yêu con (1956). 3 năm sau, cha ông mất.
Cuối năm 1957, Nguyễn Văn Tý cùng với Nguyễn Xuân Khoát, Đỗ Nhuận, Lưu Hữu Phước, Văn Cao được chỉ định thành lập Hội Nhạc sĩ Việt Nam. Sau đó, khi đang là ủy viên chấp hành khóa đầu tiên của hội thì báo Nhân Văn ra đời, xảy ra vụ Nhân Văn - Giai Phẩm, theo lời khuyên của Lưu Hữu Phước, Nguyễn Văn Tý đi tránh và nghiên cứu dân ca. Đầu 1961, ông được biệt phái về Hưng Yên. Thời gian này, Nguyễn Văn Tý đã viết một số ca khúc như Chim hót trên đồng đay (1963), Dòng nước quê hương (1963), Tiễn anh lên đường (1964), Múa hát mừng chiến công (1966)...
Sau năm 1975, ông vào Thành phố Hồ Chí Minh sinh sống và định cư tại căn nhà nhỏ ở 94/19 Trần Khắc Chân, phường Tân Định, Quận 1, TP HCM. Nhạc sĩ đã vinh dự nhận được Huân chương Kháng chiến chống Pháp hạng Ba, Huân chương Kháng chiến chống Mỹ hạng Nhất và Huân chương Lao động hạng Nhì.
Danh dự là vậy, tuy nhiên hoàn cảnh của ông không khấm khá là bao. Vào những năm cuối đời khó khăn, thiếu thốn, trong căn phòng chưa đầy 10m2, sau ba lần tai biến mạch máu não, người nhạc sĩ gần như liệt giường, kèm theo đó là các căn bệnh cao huyết áp, viêm phổi,.. Mọi hoạt động của ông gần như đều phải có sự hỗ trợ của người giúp việc đã ngoài 50.  Ngoài ra ông còn là một tín hữu Công giáo, ông có tên thánh là Phêrô.
Ông đã từ trần tại nhà riêng vào lúc 17h15 ngày 26 tháng 12 năm 2019 tại nhà riêng, hưởng thọ 94 tuổi.

### Sáng tác
Nguyễn Văn Tý sáng tác được khá nhiều bài hát, những sáng tác của ông lại được đông đảo công chúng mến mộ như Dư âm, Mẹ yêu con, Dáng đứng Bến Tre, Bài ca năm tấn, Bài ca phụ nữ Việt Nam, Em đi làm tín dụng, Tấm áo chiến sĩ mẹ vá năm xưa, Một khúc tâm tình của người Hà Tĩnh, Người đi xây hồ Kẻ Gỗ, Cô nuôi dạy trẻ...
Dư âm có thể coi là ca khúc tiền chiến duy nhất của ông. Ca khúc tuy không được phổ biến ở miền Bắc trong những năm chiến tranh nhưng lại được biểu diễn nhiều ở miền Nam trước năm 1975. Về sau ca khúc được lưu hành rộng rãi, trở thành một trong những bản tình ca được nhiều công chúng yêu thích. Sau này ông có viết thêm bài "Dư âm 2" mang tên Một ánh sao trời (1988).
Nguyễn Văn Tý là một trong những nhạc sĩ nhạc đỏ thành công với chất liệu dân ca. Những sáng tác của ông được chắt chiu và nghiền ngẫm qua những chuyến đi thực tế trong thời gian dài, nhiều sáng tác đã sử dụng khéo léo chất liệu dân ca của nhiều vùng miền (Một khúc tâm tình người Hà Tĩnh, Dáng đứng Bến Tre, Mẹ yêu con...). Âm nhạc của ông giàu chất trữ tình được thể hiện qua lời ca trau chuốt cùng với giai điệu mượt mà và bản sắc dân tộc.Một đề tài quen thuộc trong nhiều sáng tác của ông là phụ nữ với những ca khúc như Bài ca phụ nữ Việt Nam, Mẹ yêu con, Tấm áo chiến sĩ mẹ vá năm xưa... Nguyễn Văn Tý cũng là một nhạc sĩ có nhiều sáng tác "ngành ca": Em đi làm tín dụng, Anh đi tìm tôm trên biển cả, Chim hót trên đồng đay, Cô đi nuôi dạy trẻ, Bài ca năm tấn.
Ngoài ra ông còn viết một số ca khúc thiếu nhi như Màu áo chú bộ đội, Em tập lái ô tô, Tôi là gà trống, Gà mái mơ, Út cưng... Ông còn viết nhạc cho phim hoạt hình, múa rối và một số vở chèo: Đảo nổi, Sông Hồng (1967), Nguyễn Viết Xuân (1968)
Ông đã xuất bản các tác phẩm: Những dư âm còn lại, video, (VAFACO, 1993), Tuyển chọn ca khúc Nguyễn Văn Tý, Nhà xuất bản Âm nhạc, Hội nhạc sĩ Việt Nam 1995; Băng chân dung và tác phẩm của Đài truyền hình TP. Hồ Chí Minh.

## Giải thưởng
Năm 2000, ông được Nhà nước trao tặng Giải thưởng Hồ Chí Minh về văn học nghệ thuật cho các tác phẩm: Mẹ yêu con, Vượt trùng dương, Bài ca năm tấn, Tấm áo chiến sĩ mẹ vá năm xưa, Một khúc tâm tình của người Hà Tĩnh, Dáng đứng Bến Tre. Trong cuộc đời hoạt động của mình, ông còn giành được một số giải thưởng như:
- Giải nhì (không có giải nhất) của Hội văn nghệ Việt Nam cho bài Vượt trùng dương
- Giải nhất Cuộc thi vận động sáng tác về đề tài phụ nữ với bài Tiễn anh lên đường (1964)
- Giải nhất sáng tác về đề tài nông nghiệp với ca khúc Bài ca năm tấn (1967)
- Giải Ngân hà với bài Em đi làm tín dụng.

## Tác phẩm
- Đường về Hộ Độ (1943)
- Ai xây chiến lũy (1949)
- Dư âm (1950)
- Mùa hoa nở (1951)
- Pha màu luống cày (1951)
- Vượt trùng dương (1952)
- Dôi-a Việt Nam (1953)
- Tiếng hát Dôi-a (1953)
- Mẹ yêu con (1956)
- Chim hót trên đồng đay (1963)
- Dòng nước quê hương (1963)
- Tiễn anh lên đường (1965)
- Múa hát mừng chiến công (1966)
- Bà mẹ Hải Dương (1967)
- Bài ca năm tấn (1967)
- Trúng rồi các cụ ta ơi! (1967)
- Màu áo chú bộ đội (1978)
- Thành phố Hồ Chí Minh (1969)
- Bài ca phụ nữ Việt Nam (1970)
- Huyền diệu (1970)
- Đồng ta rộng mở chân trời (1971)
- Em đi làm tín dụng (1971)
- Yêu đàn chim nhỏ (1972)
- Người giỏi chăn nuôi (1972)
- Rừng Tuyên Quang in bóng Tân Trào (1972)
- Gà mái mơ (1973)
- Tấm áo chiến sĩ mẹ vá năm xưa (1973)
- Một khúc tâm tình người Hà Tĩnh (1974)
- Người đi xây hồ Kẻ Gỗ (1976)
- Mùa xuân cô đi nuôi dạy trẻ (1980)
- Dáng đứng Bến Tre (1981)
- Một ánh sao trời (Dư âm 2) (1988)
- Ru người trăm năm (1999)
- Em hát
- Em tập lái ô tô
- Gương mặt Kiên Giang
- Quảng Nam - Đà Nẵng đất nặng nghĩa tình
- Tình yêu người thợ dệt